# كين بولغر
كين بولغر (بالإنجليزية: Cian Bolger)‏ (12 مارس 1992 في جمهورية أيرلندا - ) هو لاعب كرة قدم أيرلندي في مركز الدفاع. شارك مع منتخب جمهورية أيرلندا تحت 20 سنة لكرة القدم ومنتخب جمهورية أيرلندا تحت 21 سنة لكرة القدم. أما مع النوادي، فقد لعب مع بولتون واندررز وكولتشستر يونايتد وليستر سيتي ونادي بوري ونادي بريستول روفيرز ونادي ساوثيند يونايتد.

## وصلات خارجية
- كين بولغر على موقع قاعدة بيانات كرة القدم.إي يو (الإنجليزية)
- كين بولغر على موقع Soccerbase.com (لاعب) (الإنجليزية)
- كين بولغر على موقع Soccerway.com (الإنجليزية)